# 55 del Cranc d
55 del Cranc d (55 Cancri d), també anomenat Lipperhey, Rho Cancri d o HD 75732 d, és un planeta extrasolar que orbita al voltant de l'estrella nana groga 55 Cancri. Està situat a la constel·lació del Cranc, aproximadament, a 40,9 anys llum de distància a la Terra. Forma part d'un sistema planetari amb quatre companys més.

## Descobriment

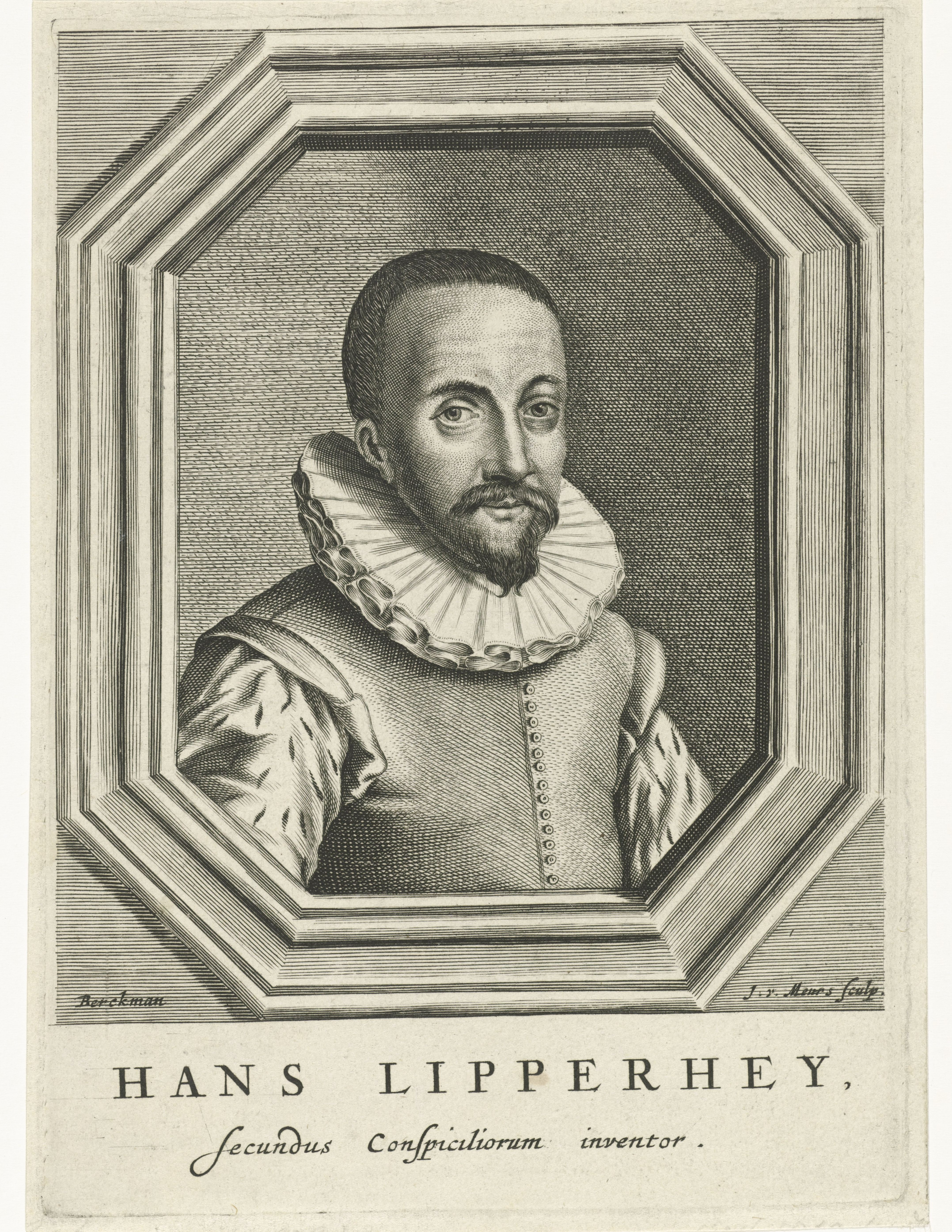
Hans Lipperhey.

Aquest planeta extrasolar, va ser descobert el 13 de juny de l'any 2002 per l'astrònom Geoffrey Marcy, i el seu equip. Com la majoria dels planetes extrasolars, va ser descobert per la tècnica de la velocitat radial, és a dir, mesurant la influència gravitacional del planeta en el seu estel.
Fou anomenat Lipperhey per la Unió Astronòmica Internacional a proposta de la Koninklijke Nederlandse Vereniging voor Weer- en Sterrenkunde (Reial Associació Neerlandesa de Meteorologia i Astronomia). Fa honor a l'òptic alemany-neerlandès Hans Lipperhey (1570-1619), reconegut com el creador dels dissenys per al primer telescopi pràctic.

## Característiques
Rho Cancri d, està situat estimadament a la distància de Júpiter al sistema solar. Al principi, és a dir, a l'hora del seu descobriment, es pensava que tenia una òrbita de relativament poca excentricitat orbital, semblant a la del gegant gasós del sistema solar. Després d'un cert temps, amb l'augment de les dades recollides sobre aquest relativament llunyà cos, es van ajustar al model d'una òrbita molt excèntrica, per a després, amb les noves dades proporcionades pels astrònoms, aquest planeta extrasolar, com es creia al principi, l'opció més probable per al seu tipus d'òrbita és el primer plantejament. La seva massa mínima, és d'unes, 3,8 masses jovianes, o sigui, unes 1218,17 masses terrestres; una dada, que fa veure que hi ha gegants gasosos molts més pesants que no pas Júpiter. El seu radi, com a mínim, seria d'uns 0,97 radis jovians, cosa que és el mateix que 10,97 radis terrestres. Actualment, amb un semieix major de 5 ua aproximadament, aquest és el planeta fins ara més allunyat del seu estel en aquest sistema. Probablement, HD 75732 d, sigui un planeta gasós a causa de la seva relativament colossal massa. En tot cas, tindria una temperatura similar de la de Júpiter, però, encara ara es desconeixen la majoria de les dades sobre aquest planeta extrasolar, a causa del fet que, només s'ha pogut observar indirectament a través del mètode de la velocitat radial.

## Sistema coplanari
Observacions del gran telescopi espacial Hubble, indiquen que el planeta tindria 53º d'inclinació respecte al pla del cel, a més a més, aquesta observació s'ha realitzat amb tots els planetes del sistema 55 Cancri, cosa que, si es confirmés, donaria lloc a un sistema coplanari, és a dir, un sistema on tots els seus planetes tinguin la mateixa inclinació. Segons aquestes observacions, la massa real d'aquest planeta serien 4,8 masses jovianes.

## Sistema planetari 55 Cancri

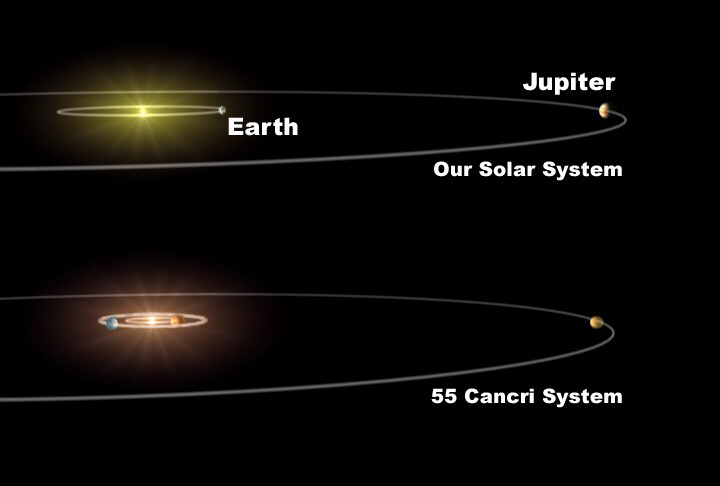
Comparació del Sistema solar amb el sistema 55 Cancri. Com es pot veure, el planeta més exterior, 55 Cancri d, està estimadament a la mateixa distància que la de Júpiter al estel al voltant del qual orbiten.

| Planeta                        | Massa (MJ)    | semieix major (ua) | Període orbital (d) | Excentricitat |
|                                |               |                    |                     |               |
| 55 Cnc e                       | 0,027         | 0,016              | 0,74                | 0,17 ± 0,04   |
| 55 Cnc b                       | ≥ 0,83        | 0,11               | 14,65               | 0,010 ± 0,003 |
| 55 Cnc c                       | ≥ 0,17        | 0,24               | 44,36               | 0,005 ± 0,003 |
| 55 Cnc f                       | ≥ 0,16        | 0,78               | 259,8 ± 0,5         | 0,30 ± 0,05   |
| 55 Cnc d                       | ≥ 3,82 ± 0,04 | 5,74 ± 0,04        | 5 169 ± 53          | 0,014 ± 0,009 |
|                                |               |                    |                     |               |
| Sistema planetari de 55 Cancri |               |                    |                     |               |